# Ožogina
Ožogina (rusky Ожогина, jakutsky Одьуогун) je řeka v Jakutské republice v Rusku. Je 523 km dlouhá. Povodí má rozlohu 24 300 km².

## Průběh toku
Vzniká soutokem řek Sulakkan a Delkju, které pramení na Momském hřbetu. Teče na východojihovýchod Ožoginskou dolinou, v níž je koryto velmi členité. V jejím povodí se nachází přibližně 2800 jezer o celkové ploše 908 km². Ústí zleva do Kolymy.

### Přítoky
- zleva – Choska
- zprava – Čjočjoljupon

## Vodní stav
Zdrojem vody jsou dešťové a sněhové srážky. Zamrzá v říjnu a rozmrzá velmi bouřlivě v květnu. V zimě promrzá až do dna.

## Využití
Na dolním toku je možná vodní doprava pomocí kutrů.